# Haplophyllum molle
Haplophyllum molle är en vinruteväxtart som först beskrevs av Oskar Schwartz, och fick sitt nu gällande namn av C. C. Townsend. Haplophyllum molle ingår i släktet Haplophyllum och familjen vinruteväxter. Inga underarter finns listade i Catalogue of Life.